# 闪屏振动
闪屏振动（在腾讯QQ中被称为“窗口抖动”）为现代即时通讯软件中出现的一种功能，一般用来提醒对方联系人注意自己发出的即时消息而被使用。
该功能一般在对话窗口的突出位置有功能使用按钮，一次性使用。一般情况下，被“振动”的对方联系人的对话窗口会在屏幕中进行一次短时间的抖动，并发出声音。如果该窗口尚不是当前主窗口，将会被弹出到屏幕顶端作为主窗口。该功能的用处就是提醒对方联系人注意自己发出的消息，好似朋友在你不说话时对你说了句“喂！”。

（图为WLM与腾讯QQ中的功能演示）
闪屏振动功能早期在Windows Live Messenger（MSN）中出现，腾讯QQ在其QQ2007 II Beta1版本中模仿并增加了这个功能，中国地区含此功能的即时通讯软件还有淘宝旺旺等。
Yahoo!奇摩即時通一有類似的「叮咚」功能。